# Румыния на летних Олимпийских играх 1952
Румыния принимала участие в Летних Олимпийских играх 1952 года в Хельсинки (Финляндия) в пятый раз за свою историю, пропустив Летние Олимпийские игры 1948 года, и завоевала одну золотую, одну серебряную и две бронзовые медали. Сборная страны состояла из 114 спортсменов (103 мужчины, 11 женщин).

## Медалисты
| Медаль  | Спортсмен          | Вид спорта | Дисциплина                                  |
| ------- | ------------------ | ---------- | ------------------------------------------- |
| Золото  | Иосиф Сырбу        | Стрельба   | Мужчины, малокалиберная винтовка лёжа, 50 м |
| Серебро | Василе Тицэ        | Бокс       | Мужчины, до 75 кг                           |
| Бронза  | Георге Фьят        | Бокс       | Мужчины, до 60 кг                           |
| Бронза  | Георге Ликиардопол | Стрельба   | Мужчины, скорострельный пистолет, 25 м      |